# C/2011 L4 (PANSTARRS)

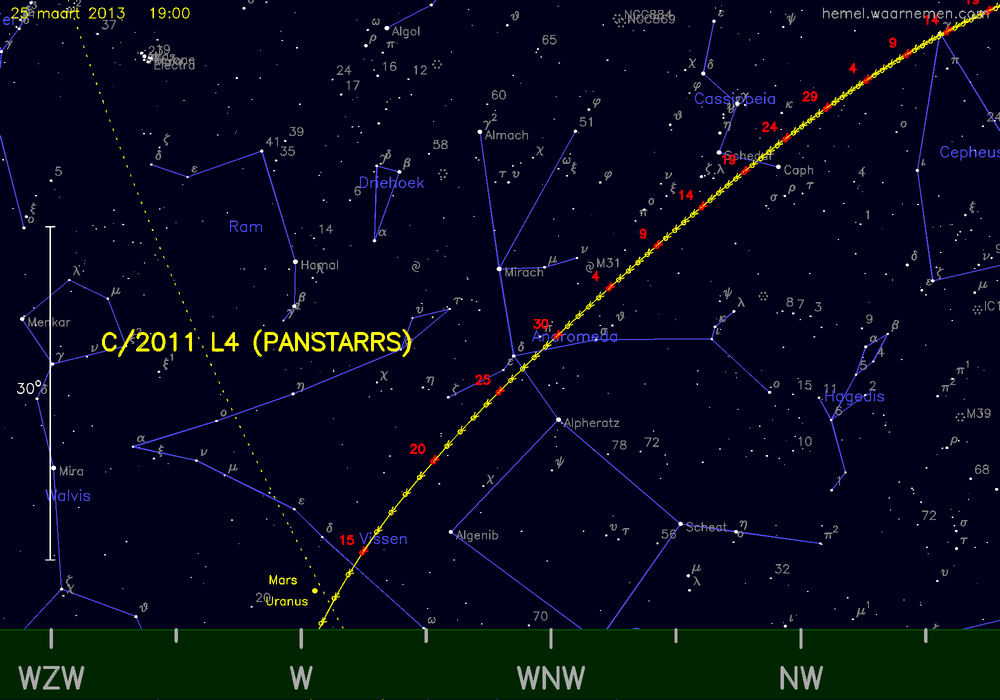
De baan van de komeet C/2011 L4 PANSTARRS aan de westelijke avondhemel voor een waarnemer in Utrecht. Bron: hemel.waarnemen.com.

C/2011 L4 (PANSTARRS) is een periodieke komeet die in de nacht van 5 op 6 juni 2011 met behulp van Panoramic Survey Telescope and Rapid Response System (Pan-STARRS) is ontdekt. C/2011 L4 passeerde de Aarde op een veilige afstand en was in de eerste helft van 2013 met het blote oog zichtbaar. Op het kaartje hiernaast bewoog de komeet van linksonder naar rechtsboven, door de sterrenbeelden Vissen, Andromeda, Cassiopeia en Cepheus. Het perihelium was op 10 maart 2013.